# Michael Drayton

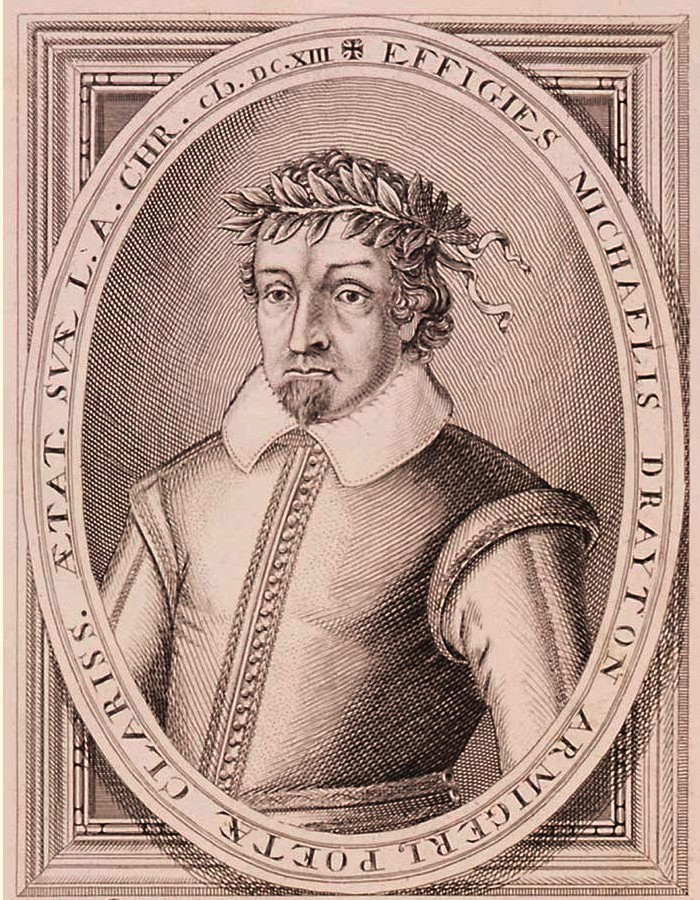
Michael Drayton, Kupferstich 1619, (unbekannter Künstler, heute National Portrait Gallery, London)

Michael Drayton (* 1563 in Hartshill, Warwickshire; † 23. Dezember 1631 in London) war ein englischer Dichter des Elisabethanischen Zeitalters.

## Leben
Über Draytons Leben ist wenig bekannt. Er wurde in Hartshill in der englischen Grafschaft Warwickshire geboren, als Page erzogen und studierte möglicherweise an der Universität Oxford.
Sir Henry Goodere (auch: Goodyere) von Powlesworth war sein Patron und Gönner, der ihn bei Lady Lucy Russell, Countess of Bedford, einführte, die als „the patroness of poets“, bekannt war. Ihr widmete er sein Mortimeriades. Die Liebe zu Gooderes Tochter Anne inspirierte ihn möglicherweise zu einigen seiner Liebesgedichte.
Drayton war mehrere Jahre Landjunker bei Sir Walter Aston. Vermutlich um 1591 siedelte er nach London über, wo er zunächst als Mitautor von Dramen für den Theaterbesitzer und Bühnenmanager Philip Henslowe tätig war. Von diesen unter seiner Mitautorenschaft entstandenen Werken ist jedoch keines überliefert. Später, ab etwa 1607, schrieb Drayton ebenfalls für die Kindertruppen und das Whitefriars Theatre. Er starb am 23. Dezember 1631 und wurde in der Westminster Abbey begraben.

## Literarische Karriere

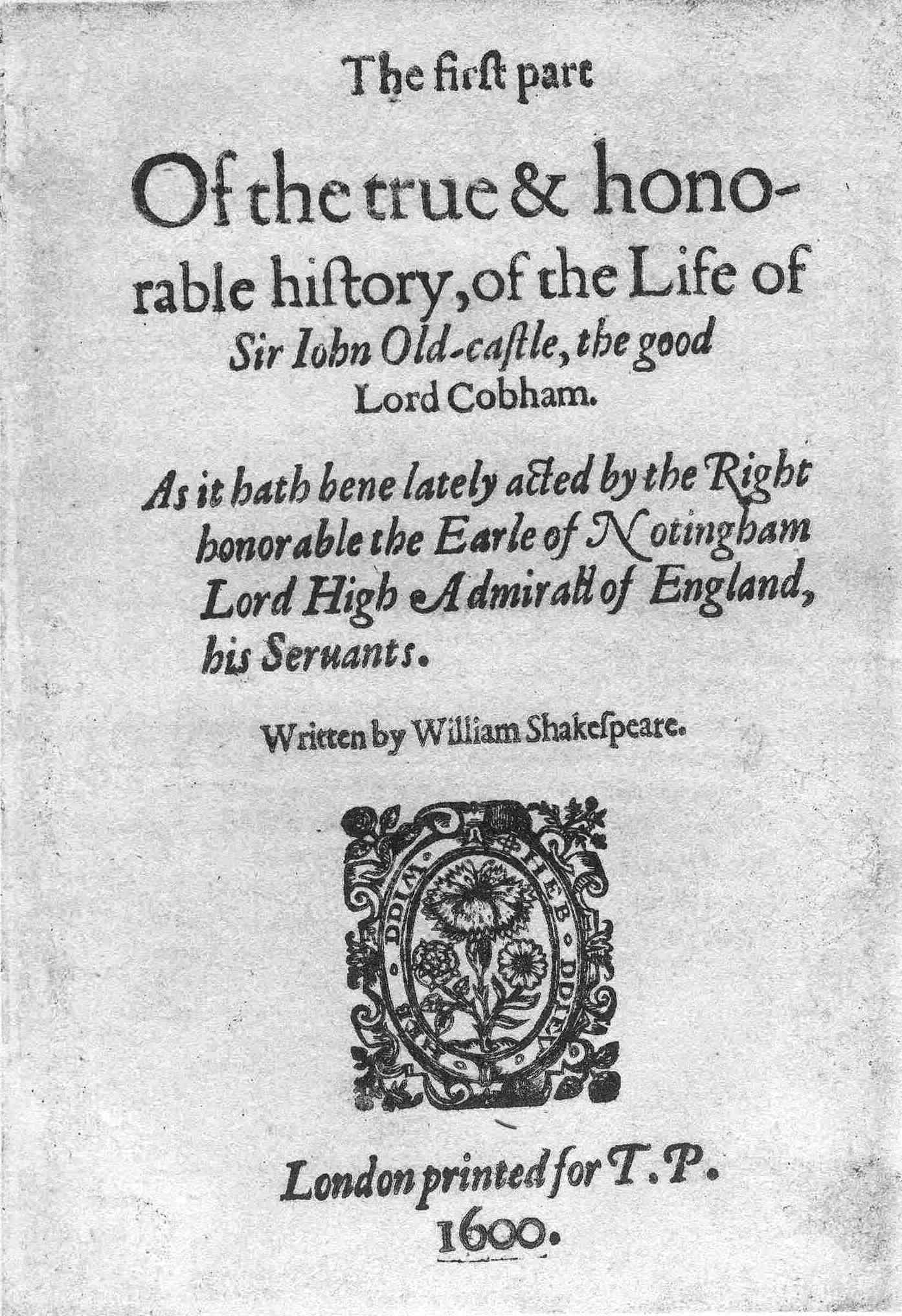
Titelblatt des Drucks von Thomas Pavier von 1619. Irrtümlich mit dem Datum des Erstdrucks von Valentine Simmes von 1600 und falschem Autor versehen.

Drayton verfasste ein äußerst umfangreiches Opus mit zahlreichen, heute weitgehend in Vergessenheit geratenen Einzelwerken, die poetisch-historische und topographische Dichtungen, Brief- und Hirtendichtungen sowie ein breites Spektrum von Stücken wie Eklogen, Oden, Elegien, Sonetten, religiösen Schriften und satirischen Versdichtungen umfassten.
Das einzige der von ihm geschriebenen oder mitverfassten Bühnenstücke, das erhalten geblieben ist, ist The First Part of Sir John Oldcastle aus dem Jahre 1600, das wahrscheinlich in Zusammenarbeit mit Anthony Munday entstanden ist und zumeist auch Munday als Autor zugeschrieben wird, aufgrund einer Fälschung von 1619 jedoch Eingang in die nicht autorisierte False-Folio-Ausgabe der Werke Shakespeares von Thomas Pavier fand und auch in späteren Ausgaben teilweise irrtümlich als ein von Shakespeare verfasstes Stück veröffentlicht wurde.
Als Schriftsteller versuchte sich Drayton in nahezu allen gängigen Gattungen  dieser Zeit und verkörperte damit den neuen Typus des für Mäzene und den sich herausbildenden literarischen Markt schreibenden Autors des spätelizabethanischen und jakobäischen Zeitalters. Draytons vielfältiges Werk wurde von ihm beständig revidiert, gewann so zusätzlich an Komplexität und wurde von ihm auch mehrfach teilweise unter anderen Titeln neu veröffentlicht.
Sein erstes publiziertes Werk war eine Lady Jane Devereux gewidmete religiöse Gedichtsammlung: The Harmony of the Church (1591), eine eher trockene, alliterationsreiche Bearbeitung verschiedener Lieder und Gebete des Alten Testaments und der Apokryphen.
Als eines der schönsten Gedichte in dieser Sammlung wird seine Version des Liedes Song of Salomon angesehen. Das Buch wurde (bis auf 40 Exemplare) auf staatliche Anordnung  konfisziert und laut einem Eintrag im Stationers’ Register von 1591 an einen Mr. Bishop, möglicherweise den damaligen Erzbischof von Canterbury, John Whitgift, zur Vernichtung übergeben.
1593 veröffentlichte Dayton verschiedene Schäferdichtungen in Idea: The Shepherd's Garland (revidiert 1606), einer Sammlung von neun klassischen pastoralen Eklogen in der Tradition Edmund Spensers, in denen er seinen eigenen Liebeskummer unter dem Dichternamen Rowland feiert. 1594 erweiterte Drayton die Grundidee in einem Zyklus von 64 Sonetten, die er erstmals 1594 unter dem Titel of Idea's Mirror veröffentlichte und anschließend elfmal überarbeitete, jeweils unter dem Titel Idea.
Vermutlich ebenfalls um 1594 erschien sein erstes geschichtliches Epos, The Legend of Piers Gaveston und  das epische Gedicht Matilda. Diese beiden Werke markieren die Anfänge der für Draytons Gesamtwerk zentralen historischen Dichtung.
Mit Endymion and Phoebe beteiligte sich Drayton 1595 an der zeitgenössischen Mode der Versepyllien; 1606 erschien eine überarbeitete Fassung unter dem Titel The Man in the Moon. 1596 veröffentlichte er sein aufwendiges und ungleich bedeutenderes Gedicht Mortimeriados, in dem er unter anderem auf Christopher Marlowes Edward II zurückgreift und beginnt, im Stil des damals sehr bekannten Mirror for Magistrates die Rosenkriege poetisch zu gestalten. Die dichterische Bearbeitung des in der zweiten Hälfte des 15. Jahrhunderts in England geführten Bürgerkrieg um die englische Thronherrschaft in Mortimeriados wird von Drayton 1603 erweitert und unter dem Titel The Barons' Wars neu veröffentlicht. De Überarbeitung in The Barons' Wars stellt in erster Linie die Entstehung und die Folgen des Bürgerkriegs in den Mittelpunkt.
1597 veröffentlichte Drayton mit England’s Heroicall Epistles eine poetische Briefsammlung großer Liebender der englischen Geschichte, so beispielsweise von Henry II und Fair Rosamund oder Richard II und Isabel. In seinen Heroicall Epistles, die dreizehn Auflagen erreichten, greift Drayton auf das Modell der Liebeslyrik Ovids zurück, wie dieser es etwa in den Heroides ausprägte.

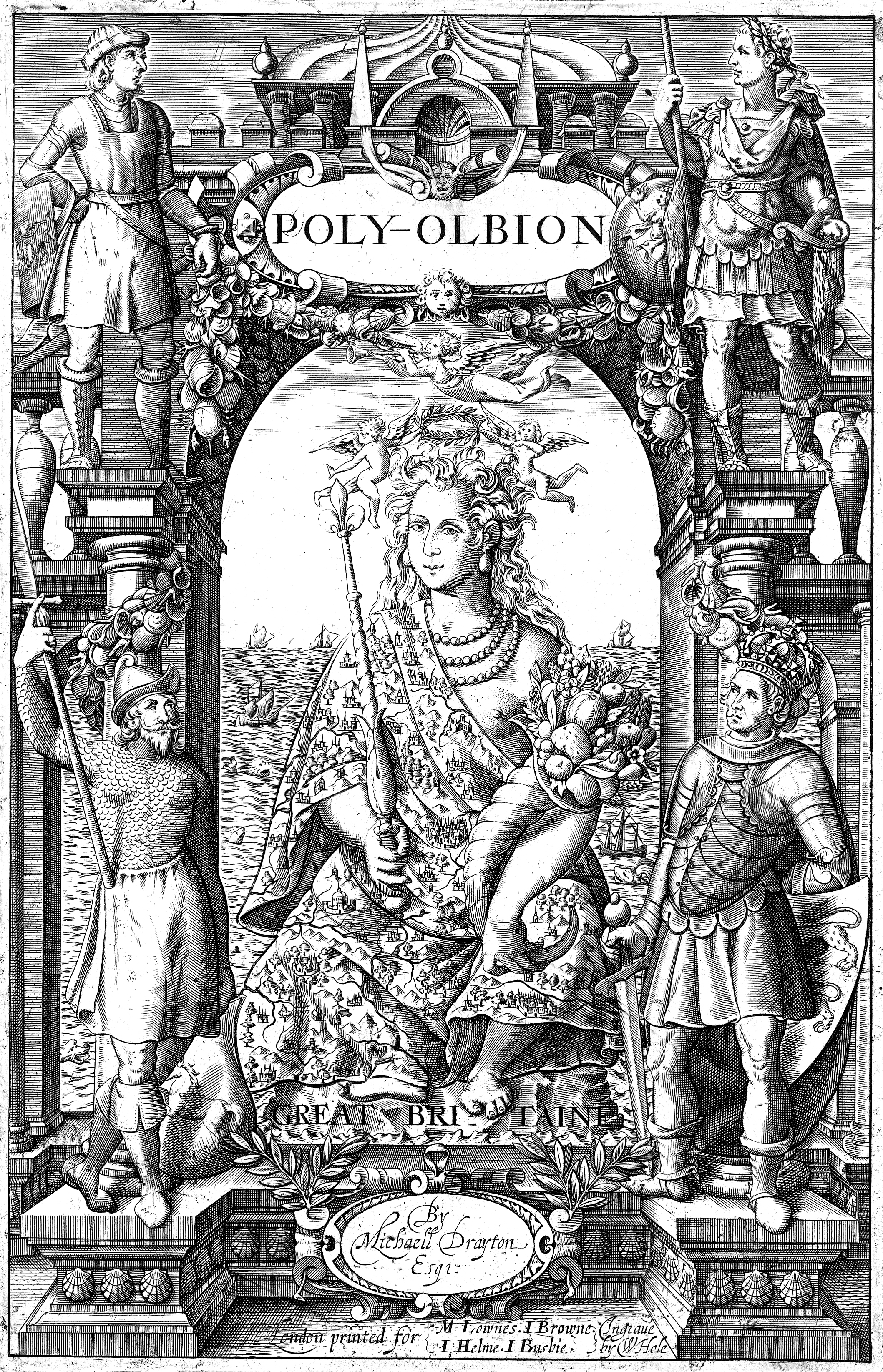
Michael Drayton – Titelcover von Poly-Olbion 1622

Berühmt wurde Drayton vor allem durch sein Werk Poly-Olbion, eine poetische, in paarreimenden Alexandrinern abgefasste topografische Beschreibung Englands, die 1613 achtzehn Gesänge (Bücher) aufwies und 1622 – nach Findung eines Verlegers – in erweiterter Ausgabe auf 30 Gesänge bzw. ca. 30.000 Verse anwuchs, mit gelehrten Anmerkungen von John Selden. 1627 publizierte er einen weiteren gemischten Band mit den Werken The bataille of Agincourt; The Miseries of Queen Margaret; Nimphidia; The Quest of Cinthia, The Shepherd's Sirena und The Moon Calf. Als eines seiner besten Werke wird Nymphidia, or The Court of Fairy gesehen,  ein mock-heroic poem, das von Shakespeares A Midsummer Night’s Dream beeinflusst wurde.
Die monumentale kontrastreiche Dichtung von Draytons umfangreichen und ambitionierten Opus magnum Poly-Olbion liefert ein eindrucksvolles Zeugnis sowohl des Patriotismus als auch des historisch-antiquarischen Interesses dieses Zeitalters. Das Werk schildert die Reise der geflügelten Muse durch die Regionen Englands und gilt als einer der letzten Versuche, „die auseinanderstrebenden Elemente von Dichtung und Alltag, von Sage und Geschichte, von Geschichte und Gegenwart noch einmal zusammenzufassen“.
Die Spannweite und Vielfalt des Werkes von Drayton weisen ihn als Autor aus, der nicht zuletzt aus finanziellen Gründen sich dem herrschenden Zeitgeschmack anpasste und sich in zahlreichen literarischen Formen versuchte. Den größten Einfluss auf sein Werk hatte Edmund Spenser, dessen kunstvollen Stil Drayton jedoch nur selten erreichte. Im Hinblick auf seinen poetischen Platonismus erweist sich Drayton allerdings konsequenter und rigider als Spenser.
Als letztes seiner umfangreichen Werke erschien 1630 The Muses' Elizium.